# Vanillin
A vanillin, vagy metil-vanillin, (4-hidroxi-3-metoxibenzaldehid) (C8H8O3), egy aromás aldehid. Aldehid, éter és fenol funkciós csoportokat tartalmaz. Neve a Vanilla planifolia növényfajból származik, melynek termésében megtalálható.
A vanília fő illatanyaga. A szintetikus vanillint ízesítőként alkalmazzák ételekben, italokban és gyógyszerekben. A VIII. Magyar Gyógyszerkönyvben Vanillinum    néven hivatalos.  

Színtelen vagy sárgás színű, vaníliaszagú kristályos vegyület. Kristályai tű alakúak. Vízben rosszul oldódik, etanol, dietil-éter, kloroform és glicerin jól oldja.

## Kémiai tulajdonságai
A vas(III)-klorid oldatával kék színű színreakciót ad. Lúgokra érzékeny, ezek hatására elbomlik és pirosra színeződik.

## Előfordulása a természetben
A vanillin a természetben a növényvilágban igen elterjedt. A növények azonban csak kis mennyiségben tartalmazzák. A vanília (Vanilia planifolia) hüvelytermésében is csak 2-3%-nyi mennyiségben található. Emellett előfordul még számos orchideaféleségben, a perubalzsamban, a bükkfa és a hársfa kérgében, a burgonya virágában, illetve növényi gyantákban.

## Előállítása
A vanillin egyik szintézise eugenolból indul ki. Ezt először alkoholos kálium-hidroxid oldattal izoeugenollá alakítják. Ezt oxidációnak vetik alá, ekkor az oldalláncában található kétszeres kötés felhasad és vanillinné alakul.

## Felhasználása
A vanillin fontos alapanyag az illatszeriparban. Az élelmiszeriparban ízesítő adalékanyagként alkalmazzák a vanília pótlására. A gyógyszeriparban is felhasználják.